# کومون (کیمونو)

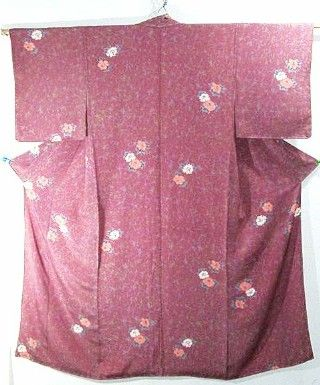
کیمونو به سبک کومون

کومون (به ژاپنی: 小紋 こもん)، نوعی کیمونو است که در آن نقش‌های کوچک و تکراری در سراسر لباس دیده می‌شود. این کیمونو ساده و معمولی به حساب می‌آید. می‌توان آن را پوشید و در شهر قدم زد یا با یک اوبی هماهنگ برای صرف غذا در رستوران استفاده کرد. خانم‌های متأهل و مجرد می‌توانند از این نوع کیمونو استفاده کنند. کومون دارای الگوهایی است که در سراسر لباس پخش شده‌است، بنابراین نمی‌توان آن را در مناسبت‌ها یا مراسم رسمی پوشید.
بسته به تکنیک رنگرزی، طیف وسیعی از کومون‌ها  وجود دارد. در میان آنها، «ادو کومون»، «کیو کومون» و «کاگا کومون» به عنوان تکنیک‌های اصلی کومون شناخته می‌شوند.